# Gordon S. Wood

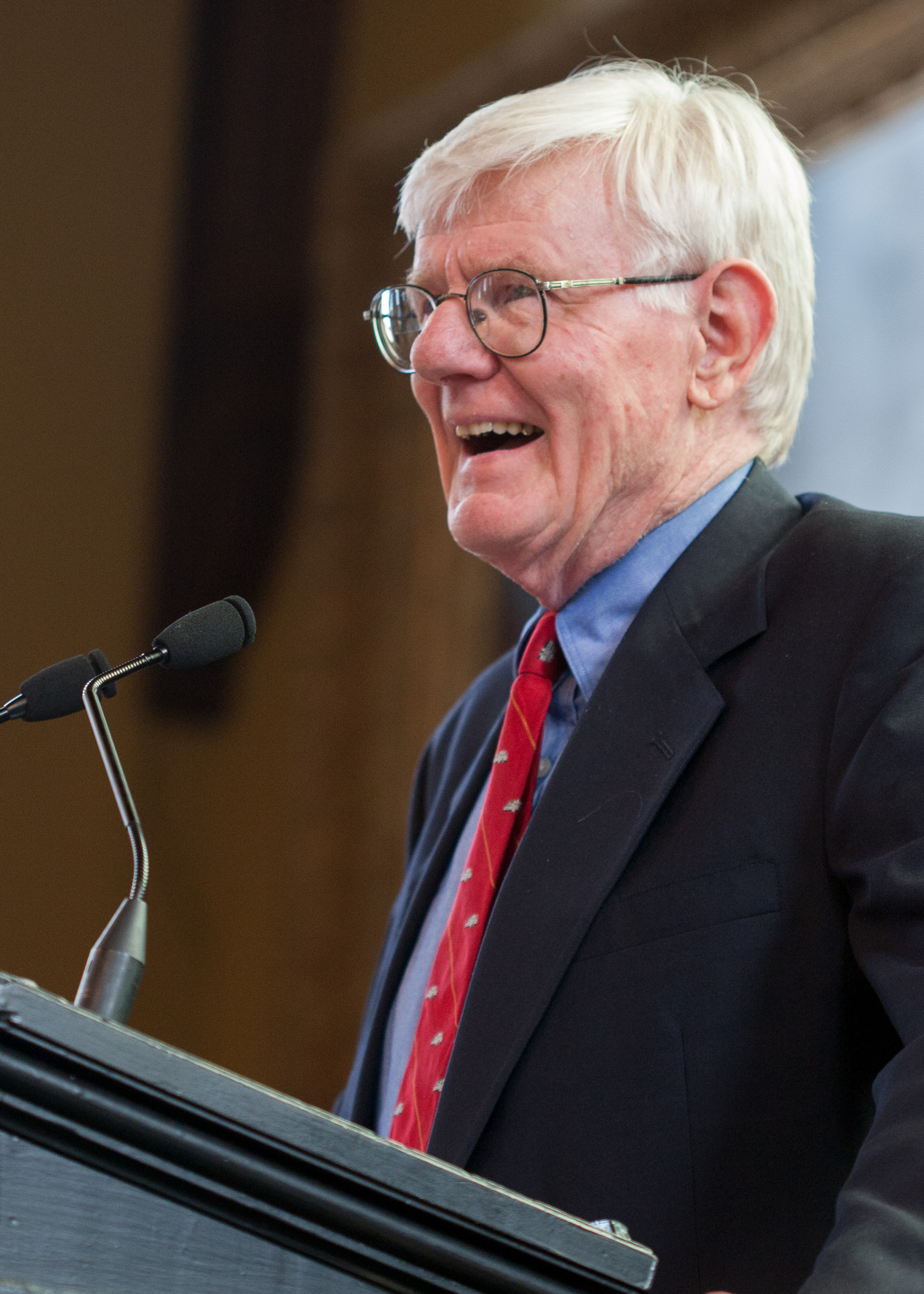
Gordon S. Wood

Gordon Stewart Wood (* 27. November 1933 in Concord, Massachusetts) ist ein US-amerikanischer Historiker. Er befasst sich mit der Geschichte der Amerikanischen Revolution.

## Leben
Wood studierte an der Tufts University mit dem Bachelor-Abschluss summa cum laude 1955 sowie, unterbrochen vom Wehrdienst als Leutnant bei der US Air Force von 1955 bis 1958 in Japan, an der Harvard University, an der er 1959 seinen Master-Abschluss (A. M.) erwarb und 1964 bei Bernard Bailyn promoviert wurde. Er lehrte in Harvard (Teaching Fellow 1960 bis 1964, Assistant Professor 1966/67), von 1964 bis 1966 als Professor am College of William & Mary (Fellow des Institute of Early American History and Culture), an der University of Michigan (Associate Professor von 1967 bis 1969) und ab 1969 als Associate Professor sowie ab 1971 als Professor der Brown University. Er war dort von 1983 bis 1986 Vorstand der Geschichtsfakultät, ab 1990 University Professor und ab 1997 Ava O. Way University Professor. Inzwischen ist er dort Professor Emeritus.
Er war Gastprofessor an der University of Cambridge (Pitt Professor 1982/83), 1991 am All Souls College in Oxford und an der School of Law der Northwestern University.
Wood genießt in den USA als Historiker der Amerikanischen Revolution hohes Ansehen und fand auch den Weg in die Populäre Kultur – so wird er beispielsweise in dem Film Good Will Hunting in einer akademischen Debatte zwischen Studenten zitiert. Im Gegensatz zu früheren Historikern konzentrierte er sich nicht auf die Zeit vor 1776 oder die Präsidentschaft von Andrew Jackson (ab 1829), sondern die Zeit dazwischen. Basierend auf gründlichen Quellenstudien legte er seine Sicht 1969 in seinem Buch Creation of the American Republic dar. Nach Wood entstand damals eine völlig neue Form der Politik und Regierungsform mit völlig neuen Ideen von Repräsentation, Schutz von Bürgerrechten und Gewaltenteilung. Sie war nach Wood auch nicht das Werk einer schmalen Elite, sondern breiter Bürgerbeteiligung und Diskussion, dokumentiert in Pamphleten und Zeitungen. Außerdem war sie von Anfang an als offen für Änderungen angelegt. Während sich sein erstes Buch auf die Zeit von 1776 bis 1787 konzentrierte, setzte er die Untersuchung in Radicalism of the American Revolution bis etwa 1825 fort und betonte neben der politischen Aspekten auch die nach Wood revolutionären Veränderungen in den sozialen Beziehungen untereinander in dieser Zeit.
Er schreibt unter anderem für den New York Review of Books und The Republic.
2011 erhielt er den Arthur M. Schlesinger Jr. Award. Für sein Buch Creation of the American Republic erhielt er 1970 den Bancroft-Preis (sowie eine Nominierung für den National Book Award und den John H. Dunning Prize 1970) und für Radicalism of the American Revolution 1993 den Pulitzer-Preis für Geschichte. 2010 erhielt er die National Humanities Medal. 1980/81 war er Guggenheim Fellow. Er ist Ehrendoktor der La Trobe University in Melbourne (2001). 1988 wurde er in die American Academy of Arts and Sciences und 1994 in die American Philosophical Society gewählt.

## Schriften
Bücher
- The Creation of the American Republic, University of North Carolina Press 1969
- Herausgeber: Representation in the American Revolution, University of Virginia Press, 1969
- Herausgeber: The Rising Glory of America, 1760–1820, New York: George Braziller 1971, 2. Auflage, Boston: Northeastern University Press 1990
- Herausgeber: The Confederation and the Constitution, Boston: Little, Brown 1973.
- Revolution and the Political Integration of the Enslaved and Disenfranchised, American Enterprise Institute for Public Policy Research, Washington, D.C. 1974.
- mit  J. R. Pole: Social Radicalism and the Idea of Equality in the American Revolution, University of St. Thomas, Houston 1976
- mit anderen: The Great Republic, Boston: Little, Brown 1977, 4. Auflage D. C. Heath 1992
- The Making of the Constitution, Waco: Baylor University Press, 1987
- Herausgeber: Rising Glory of America, 1760–1820, Northeastern University Press 1990.
- The Radicalism of the American Revolution, Alfred A. Knopf 1992.
- Herausgeber mit Louise G. Wood: Russian-American Dialogue on the American Revolution, University of Missouri Press, 1995
- Creation of the American Republic, 1776–1787, University of North Carolina Press 1998.
- Herausgeber mit Anthony Molho: Imagined Histories: American Historians Interpret the Past, Princeton University Press 1998.
- Monarchism and Republicanism in the Early United States, La Trobe University, Melbourne 2000
- The American Revolution: A History, New York: Modern Library 2001.
- The Americanization of Benjamin Franklin, Penguin Press 2004.
- Revolutionary Characters: What Made the Founders Different, Penguin Press 2006.
- The Purpose of the Past: Reflections on the Uses of History, Penguin Press 2008.
- Empire of Liberty: A History of the Early Republic, 1789–1815, Oxford University Press 2010 (in der Reihe Oxford History of the United States).
- The Idea of America. Reflections on the Birth of the United States. Penguin Press 2011 (Essay Sammlung)
- Power and Liberty: Constitutionalism in the American Revolution. Oxford University Press, New York 2021, ISBN 978-0-19-754691-8.

Aufsätze (Auswahl)
- Rhetoric and Reality in the American Revolution, The William and Mary Quarterly, Band 23, Nr. 1, 1966, S. 3–32, wieder abgedruckt in Wood The Idea of America
- Conspiracy and the Paranoid Style: Causality and Deceit in the Eighteenth century, The William and Mary Quarterly, Band 39, Nr. 3, 1982
- Interests and Disinterestedness in the Making of the Constitution, in Richard Beeman, Stephen Botein, Edward C. Carter II. (Herausgeber) Beyond Confederation. The Origins of the Constitution and American National Identity, University of North Carolina Press 1987, 69–109 (auch in Wood The Idea of America)